# SCons
SCons és una eina de codi obert per a la construcció i instal·lació de programari a través de scripts fets en Python per als sistemes operatius basats en Unix. La seva funció és anàloga a la de GNU build system basat en la utilitat make i les eines GNU Autoconf a les que vol substituir. Entre els seus avantatges es troba l'anàlisi de dependències.
Scons utilitza el llenguatge de programació Python que genera configuracions de projecte i les implementacions de construcció de processos en forma de scripts de Python.